# Stara Gora, Benedikt
Stara Gora este o localitate din comuna Benedikt, Slovenia, cu o populație de 29 de locuitori.